# Bat Out of Hell (Musical)
Bat Out of Hell ist ein Musical von Jim Steinman, basierend auf von Steinman komponierten Songs aus den gleichnamigen Alben Bat Out of Hell, Bat Out of Hell II und Bat Out of Hell III von Meat Loaf aus dem Jahr 2017.

## Entstehungsgeschichte
„Bat Out of Hell“ sollte von vorneherein als Musical gestaltet werden. Die Ursprungsidee von Jim Steinman war es, die Geschichte „Peter Pan“ von J. M. Barrie als Rock’N’Roll-Musical unter dem Titel „Neverland“ zu inszenieren.
Auf Basis einer Erzählung komponierte Steinman zahlreiche Lieder. Diese überdauerten, obwohl den Erben J. M. Barries eine Produktion des Musicals „Neverland“ missfiel und sie diese verhinderten.
Steinman ließ das Peter-Pan-Thema schließlich fallen, wie es ihm von seinem Anwalt empfohlen worden war. Zudem schrieb er einige seiner Lieder um und komponierte nochmals weitere Songs.
Inspiriert von Komponist Richard Wagner, träumte Steinman davon, ein Musical zu erschaffen, das von Umfang und Inszenierung mit einer Oper mithalten konnte. Hierfür arbeitete er mit Michael Lee Aday, mit Künstlernamen Meat Loaf, zusammen.
Da zum damaligen Zeitpunkt keine Plattenfirma bereit war, dieses Musical-Projekt zu finanzieren, lieh sich Steinmans Anwalt David Sonenberg 35.000 Dollar, um für die Studioaufnahmen den Produzenten Todd Rundgren und zwei Musiker zu engagieren.
Auch nach anschließender Veröffentlichung eines Albums bei einem kleinen Plattenlabel, blieb der erhoffte Erfolg zunächst aus.
Bergauf ging es erst durch Auftritte in englischen Fernsehshows wie bei „The Old Grey Whistle Test“. Dadurch gewannen sie immer mehr Fans für ihre Musik, die über Radiosender später nicht nur in England und Kanada, sondern auch in den USA Anklang fand.
Im Jahr 1978 stieg die Zahl der Albumverkäufe auf eine halbe Million pro Woche. Dies wurde begünstigt durch eine Welttournee.
Die Inszenierung von „Bat Out of Hell“ als Musical gelang jedoch erst Jahrzehnte danach. 2017 wurde die Produktion im Manchester Opera House uraufgeführt und anschließend auch in London und Toronto gezeigt. Dem Musical wurden zur Spielzeit unzählige Awards verliehen.
Am 8. November 2018 wurde die Deutschland-Premiere des Musicals in Oberhausen aufgeführt.

## Musikalische Hintergründe
Einige Elemente aus Barries „Peter Pan“ wurden im Musical „Bat Out of Hell“ wiederverwendet.
So existiert dort die ewigjunge Straßengang „The Lost“ in Anlehnung an Peter Pans „Lost Boys“. Steinman wandelte Barries Fee Tinkerbell in das „The Lost“-Gruppenmitglied Tink um.
Eines der Kernaspekte des Musicals ist das rebellierende Liebespaar Strat und Raven, das nach Vorbildern wie beispielsweise Romeo und Julia oder Peter Pan und Wendy kreiert worden ist.

## Inhalt
Akt 1
Zu Beginn des ersten Aktes erinnert sich der Protagonist Strat an seine erste „Begegnung“ mit dem Rock ’n’ Roll ('Love and Death and an American Guitar (Strat's Soliloquy)').
Die Geschichte spielt in einer dystopischen Zukunft, in der fiktiven Stadt „Obsidian“, vormals Manhattan. Strat und seine Freunde Tink, Blake, Ledoux, Jaqwire und Zahara sind auf ewig Teenager und nennen sich „The Lost“. Sie protestieren vor den „Falco Towers“, der Residenz des tyrannischen Oberhaupts von Obsidian, Falco ('All Revved Up with No Place to Go / Wasted Youth'). Falcos einzige Tochter, die Teenagerin Raven, beobachtet das Geschehen von ihrem Schlafzimmerfenster aus, und stiehlt sich nach draußen. Sie begegnet Strat kurz, wird jedoch sofort von ihrer Mutter, Sloane, wieder zurück ins Haus gerufen. Falco hingegen mischt sich in den Streit ein und wirft Tink zu Boden, der gerade dabei war, die Mauer des Falco Towers mit Graffiti zu besprühen. Ledoux schlägt daraufhin Falco mit einer Flasche auf den Kopf, was diesen mit einer Gesichtsverletzung zurücklässt.
Falco verjagt schließlich die Gruppe und kehrt in die Falco Towers zurück, wo Raven sich bei ihm darüber beklagt, dass sie stets im Haus bleiben muss. Nachdem Falco Raven zu Bett geschickt hat, spricht er mit Sloane darüber, wie er Obsidian zu neuer Größe führen will. Dieser Plan beinhaltet jedoch die Zerstörung ungenutzter U-Bahn-Tunnel, die der Gemeinschaft der „Lost“ als Unterkunft dienen. Beide beklagen sich schließlich über die „heutige Jugend“ und trauern ihrer eigenen Jugend nach ('Who Needs the Young?').
Währenddessen probiert Raven ein T-Shirt von Strat an, das sie während des Kampfes auf der Straße gefunden hatte. Plötzlich steigt Strat zum Fenster herein und stiehlt eine Zeitschrift mit Ravens Gesicht darauf. Er muss jedoch schnell wieder verschwinden, um nicht von Sloane gesehen zu werden. Neugierig fragt Raven daraufhin ihre Mutter über „The Lost“ aus. Ihre Mutter erzählt ihr die Geschichte der Gruppe: 25 Jahre zuvor erschütterten ein chemischer Kriegsangriff sowie ein Erdbeben die Stadt. Einige Teenager waren in einem Tunnel gefangen, der sich mit Gift füllte. Sie wurden davon jedoch nicht getötet, sondern ihre Gene wurden „eingefroren“, sodass sie für immer 18 bleiben. Raven ist von dieser Geschichte fasziniert. Schließlich bemerkt Sloane, dass Raven das ungewöhnliche T-Shirt trägt. Sie macht ihrer Tochter daraufhin ein vorzeitiges Geschenk zum 18. Geburtstag: Falcos alte Biker-Jacke. Sloane rät Raven außerdem dazu, nicht die gleichen Fehler zu machen, wie sie, denn sie will, dass ihre Tochter frei ist und sich verlieben kann.
Am nächsten Tag treffen sich „The Lost“ auf einem Gelände Obsidians, das sie das „Deep End“ nennen. Es ist ihr Versteck, verborgen in einem ungenutzten U-Bahn-Tunnel. Strats bester Freund, Tink, baut mit seinem Rad einen Unfall und zeigt sich danach aggressiv gegenüber Jaqwire – der Streit wird jedoch von Strat gestoppt, welcher Tink beiseite nimmt. Tink erklärt sein Unbehagen darüber, dass er ständig von den anderen Mitgliedern der „Lost“ verspottet wird, da er nicht wie die anderen auf dem Stand eines 18-Jährigen bleibt, sondern in einem jüngeren Zustand, weshalb er von den anderen wie ein Kind behandelt wird. Tink ist jedoch auch heimlich in Strat verliebt und versucht ihn zu küssen, wobei Strat jedoch ausweicht. Währenddessen diskutiert Zahara die neuen Pläne Falcos und versucht später auch, bei Strat zu landen, wird jedoch auch abgewiesen.
Beim Gehen rät Zahara ihm, dass er Raven vergessen sollte, da eine Verbindung zwischen den beiden alles nur noch komplizierter machen würde. Strat will jedoch nicht aufgeben und sehnt sich danach, Raven wiederzusehen; Blake, Ledoux, Tink und die anderen „Lost“ diskutieren, ob sie Raven kidnappen und Lösegeld verlangen sollen. Sie ermutigen Strat daraufhin, zu Raven zu gehen ('Out of the Frying Pan And Into the Fire').
In der Zwischenzeit fährt Jagwire mit seinem Motorrad bei den Falco Towers vor, da er Zahara dort gesehen hat. Es wird erklärt, dass die beiden eine andauernde, jedoch nicht romantische Beziehung haben, in der es jedoch kriselt. Zahara beschuldigt Jaqwire, sie zu verfolgen und will ihn verjagen, aber Jaqwire besteht auf seinen Gefühlen für sie. Obwohl Zahara die Echtheit dieser Gefühl einsieht, lehnt sie ihn sanft ab, da sie ihre erste große Liebe nicht vergessen kann ('Two Out of Three Ain't Bad').
In den Falco Towers feiern Falco und Sloane eine Geburtstagsparty für Raven, was diese jedoch kalt lässt. Raven bittet ihren Vater nochmals darum, die U-Bahn-Tunnel erkunden und mit den „Lost“ zusammen sein zu dürfen, was er direkt und strikt ablehnt. Sloane versucht die Stimmung zu heben, indem sie an den Geburtstag erinnert, bald schon vergessen sie und Falco jedoch ihre Tochter und erinnern sich daran, wie sie in ihrer wilden Jugend zusammengefunden haben ('Paradise by the Dashboard Light'), woraufhin Raven frustriert die Szene verlässt.
In ihrem Zimmer zerreißt Raven unter Tränen Familienfotos, bis Falco und Sloane ins Zimmer kommen. Sie entschuldigen sich für den ruinierten Geburtstag und Zahara erscheint in einem Krankenschwestern-Outift. Zahara verabreicht Raven eine „Traum-Unterdrückungs-Medizin“, während Falco und Sloane sie ins Bett bringen. Dabei tauschen sie leise den Wunsch aus, ihre Tochter niemals zu verlieren. Nachdem beide den Raum verlassen haben, steigt Strat wieder zum Fenster ein, was Raven aufweckt. Diese ist zuerst verwirrt und kann nicht auf Strats Frage reagieren. Er will daraufhin gehen, Raven hält ihn jedoch zurück. Die beiden sprechen sich aus: Strat erzählt Raven von seinem Leben als „Lost“, und Raven offenbart, dass sie aufgrund der Medikamente niemals träumen kann. Ihr Gespräch wird zu einem Lied ('Making Love Out of Nothing at All') und Strat lädt Raven dazu ein, ihn eine Nacht lang zu begleiten. Raven sagt zu, und gerade als sich beide auch körperlich näher kommen, stürmt Zahara in das Schlafzimmer und warnt sie davor, dass Falco sich auf dem Weg zu ihnen befindet. Strat und Raven entkommen durch das Fenster. Auf der Straße treffen sie Jaqwire auf Strats Motorrad, der beiden zur Flucht rät, da er selbst von Falcos Miliz verfolgt wird. Strat und Raven fliehen auf dem Motorrad, obwohl Raven daran Zweifel hat ('Bat Out of Hell'). Sie sorgt sich darum, was ihr Vater Strat antun könnte, woraufhin sie vom Motorrad springt und davon läuft. Verzweifelt und verletzt setzt Strat seine Fahrt in halsbrecherischem Tempo fort. Dabei übersieht er eine Kurve und wird durch den Unfall schwer verletzt und scheinbar getötet.
Akt 1 endet damit, dass Zahara und Tink seinen Körper finden. Zahara ruft nach Hilfe und Strat wird schließlich weggebracht.
Akt 2
Zu Beginn des zweiten Aktes hat Falco zahlreiche Mitglieder der „Lost“ gefangen genommen. Falco ist gerade dabei, Jaqwire zu foltern, als Zahara in ihrem Krankenschwester-Outfit, mit Strats blutverschmiertem T-Shirt, erscheint. Sie informiert „The Lost“ gerade darüber, dass Strat verstorben ist, als Raven und Sloane bei ihnen eintreffen. Raven bricht aufgrund des Gehörten zusammen und wird von Zahara und Sloane fortgebracht, während Falco und seine Milizen die „Lost“ weiter foltern ('In the Land of the Pig, the Butcher Is King').
Zurück in ihrem Zimmer betrauert Raven Strats Tod und gibt sich selbst die Schuld dafür, da sie ihn alleingelassen hat ('Heaven Can Wait'). Auch die Lost sind noch immer darüber schockiert, ihren Anführer verloren zu haben, und vertrauen sich an, wie chaotisch ihre Lebensgeschichten sind ('Objects in the Rear View Mirror May Appear Closer Than They Are'). Sloane, die genug vom tyrannischen Verhalten ihres Mannes hat, kommt mit mehreren Mitgliedern der Lost, die nicht gefangen genommen wurden, zu Falco, und gemeinsam befreien sie die „Lost“. Währenddessen nimmt Zahara Raven etwas Blut ab und weckt sie danach auf. Sie bittet Raven, sie zu begleiten. Von beiden unbemerkt hat Tink sich im Zimmer versteckt aufgehalten; in einem Anfall von Eifersucht zerreißt er die Kissen auf Ravens Bett und wirft sein Messer auf ihr Foto. Zahara bringt Raven an einen sicheren Ort, wo sie und Tink Strat heimlich versteckt hielten. Strat hat den Unfall wie durch ein Wunder überlebt. Zahara gibt Strat eine Transfusion von Ravens Blut, die ihn wieder zu Kräften kommen lässt. Raven ist geschockt und überglücklich, Strat lebend zu sehen, und will sich bei Tink bedanken, er weist sie jedoch rüde zurück. Zahara zwingt Tink, mit ihr zu verschwinden, und Strat und Raven haben ein romantisches Wiedertreffen ('For Crying Out Loud').
Am darauffolgenden Tag kehrt Zahara zu den Falco Towers zurück, um Ravens Sachen zu holen, wird jedoch von Falco aufgehalten und von diesem aufgefordert, Ravens Aufenthaltsort preis zu geben. Sie gibt vor, diesen Ort nicht zu kennen, woraufhin Falco enthüllt, dass er weiß, dass sie zu den „Lost“ gehört. Sloane kommt dazu und verteidigt Zahara. Sie versucht mit Falco zu sprechen, doch er stößt sie von sich, woraufhin sie ihn attackieren will. Falco ist kurz davor, Sloane zu schlagen, als Zahara zwei Warnschüsse abfeuert und mit Sloane die Towers verlassen will, damit beide in Sicherheit leben können.
Während Strat und Raven sich unterhalten und Raven schließlich zustimmt, die seine zu werden, stoßen die überraschten „Lost“ zu ihnen. Sie begrüßen ihren Anführer „zurück von den Toten“ und vereinigen ihn rituell mit Raven ('You Took the Words Right Out Of My Mouth (Hot Summer Night)'). Sie veranstalten eine „Hochzeit“. Sloane nimmt ebenfalls an der Zeremonie teil und akzeptiert Strat als Ravens Partner. Als Raven den Brautstrauß wirft, wird dieser von Zahara gefangen, welche gleichzeitig überglücklich und verunsichert ist, diesen gefangen zu haben, sodass sie ihn weiterwirft und er schließlich von einem weiblichen „Lost“-Mitglied – Scherzo – gefunden wird. Diese macht daraufhin Sloane einen Antrag.
Nach der „Hochzeit“ sprechen Strat und Raven in den Dünen miteinander – Raven teilt ihm mit, dass sie nun zum ersten Mal in ihrem Leben träumen könne. Beide werden durch den eifersüchtigen Tink unterbrochen, der Strat darum bittet, Raven zurück zu Falco zu schicken. Strat verweigert das, was zu einem heftigen Streit zwischen ihm und Tink führt, in welchem Tink schwört, Raven loszuwerden und seine unerwiderten Gefühle für Strat beklagt ('Not Allowed to Love').
In den Falco Towers versucht Falco erfolglos, Sloane davon abzuhalten, ihn zu verlassen, da er bereits Raven verloren hat ('What Part of My Body Hurts the Most'), und nun ganz allein zurückbleibt und seine Handlungen reflektiert. Er wird später von Tink aufgesucht, der ihm einen Deal anbietet: er wird ihn zu Raven führen, wenn dabei niemand verletzt und die „Lost“ in Ruhe gelassen werden, nachdem er Raven zurück hat. Falco sagt zu, amüsiert über Tinks Verrat.
Im „Deep End“ feiern die „Lost“ weiterhin die Verbindung von Strat und Raven, während Jaqwire weiterhin versucht, Zahara für sich zu gewinnen ('Dead Ringer For Love'). Die Feier wird durch Falco unterbrochen, der das „Deep End“ mit seiner Miliz und Tink stürmt. Er offenbart den Pakt, den er und Tink geschlossen haben und ordnet an, dass die „Lost“ ihm Raven zurückgeben sollen. Alle lehnen dies jedoch ab und es entsteht ein Gerangel, das abrupt endet, als Falco unabsichtlich auf Tink schießt. Tink bricht zusammen, während Falco weggeführt wird. Von Schock und Wut überwältigt, schickt Strat Raven fort, die mit gebrochenem Herzen davonläuft. Durch den Blutverlust geschwächt, entschuldigt sich Tink für seine Taten: Er wollte nur, dass alles so bleibt, wie es ist. Strat vergibt ihm und versichert ihm, dass er immer sein bester Freund und Seelenverwandter bleiben wird. Tink stirbt in Strats Armen und die „Lost“ halten ein Begräbnis für ihn ab ('Rock and Roll Dreams Come Through'). Währenddessen hat Raven keine andere Wahl, als zu ihrem Vater zurückzukehren, wo sie ihrem Vater wütend dafür die Schuld gibt, alles ruiniert zu haben.
Sechs Monate später wandert Sloane noch immer allein durch die Stadt und hält einen Monolog darüber, wie sie vergeblich versucht hat, ihre Jugend zurückzuholen. Raven ist in ihrem Zimmer zu einer Einsiedlerin geworden, bis Strat wieder durch ihr Fenster einsteigt. Er entschuldigt sich dafür, sie vor sechs Monaten fortgeschickt zu haben, obwohl er wusste, dass Tinks Tod nicht ihre Schuld war und er sie noch immer liebt. Raven realisiert, dass sie ebenfalls noch in Strat verliebt ist, genauso wie Sloane dies für Falco realisiert und zu ihm zurückkehrt ('It's All Coming Back to Me Now'). Raven hat jedoch noch Zweifel, da sie weiß, dass die beiden nicht zusammen sein können. Strat versteht dies zunächst nicht, bis Raven ihm eröffnet, dass sie noch immer altern wird, während er für immer jung bleibt. Strat versichert ihr, dass ihm ihr Altern nicht wichtig ist, und dass sie in seinen Augen immer 18 bleiben wird und er sie immer lieben wird.
Im Finale schwören sich Strat und Raven, Falco und Sloane, sowie Zahara und Jaqwire ihre Liebe ('I'd Do Anything For Love (But I Won't Do That)').

## Lieder
Die Liedtitel entsprechen der englischsprachigen Produktion. [Abweichende Liedtitel der deutschsprachigen Produktion]
Erster Akt
- 1. Love and Death and an American Guitar
- 2. All Revved Up with No Place to Go [Voll auf Tour’n und kein Plan wohin] / The Opening of the Box / Everything Louder Than Everything Else / If It Ain’t Broke, Break It
- 3. Who Needs the Young? [Wer braucht die Jung'n?]
- 4. Life Is a Lemon and I Want My Money Back (Auszug)
- 5. Out of the Frying Pan (And into the Fire) (Intro) [Komm aus der Hölle raus (Und geh in das Feuer) (Intro)]
- 6. It Just Won’t Quit
- 7. Out of the Frying Pan (And into the Fire) [Komm aus der Hölle raus (Und geh in das Feuer)]
- 8. Two Out of Three Ain’t Bad [Immerhin Zwei zu Eins]
- 9. Paradise by the Dashboard Light
- 10. The Invocation
- 11. Making Love Out of Nothing at All [Aus dem Nichts hast du Liebe gemacht]
- 12. Bat Out of Hell

Zweiter Akt
- 1. In the Land of the Pig, the Butcher Is King [Im Schweineland ist der Metzger der King]
- 2. Heaven Can Wait [Der Himmel ist weit]
- 3. Objects in the Rear View Mirror May Appear Closer Than They Are [Im Rückspiegel erschein’n die Dinge oft sehr viel größer als sie sind]
- 4. Teenager in Love
- 5. For Crying Out Loud [Es ist doch zum Heul’]
- 6. You Took the Words Right Out of My Mouth (Hot Summer Night) [Du nahmst die Worte aus meinem Mund]
- 7. Not Allowed to Love [Lieben darf ich nicht]
- 8. What Part of My Body Hurts the Most? [Wo tut mir der Schmerz am meisten weh?]
- 9. Dead Ringer for Love [Wie Liebe total]
- 10. Rock and Roll Dreams Come Through [Rock’n’Roll-Träume]
- 11. It’s All Coming Back to Me Now
- 12. I’d Do Anything for Love (But I Won’t Do That) [Ich würd’ aus Liebe alles tun (Aber das hier nicht)]
- 13. Finale (Bat Out of Hell Reprise)

## Deutschlandproduktion
Die Deutschlandpremiere von „Bat Out of Hell“ fand am 8. November 2018 statt. Die Show hat eine Gesamtlänge von 180 Minuten, wobei Pausen miteinbegriffen sind.
In den Hauptrollen waren Robin Reitsma als Strat, Sarah Kornfeld als Raven, Alex Melcher als Ravens Vater Falco und Willemijn Verkaik als Ravens Mutter Sloane zu sehen.
Sprechtexte der deutschen Aufführung sind von Autor Roland Schimmelpfennig, welcher 1967 in Göttingen auf die Welt kam, geschrieben. Die Liedtexte für die deutsche Inszenierung stammen vom Textdichter, Komponist und Musikproduzent Frank Ramond, der 1964 in Istanbul geboren worden ist.

## Inszenierungen
- England: Manchester: Manchester Opera House: Premiere: 14. März 2017, Derniere: 29. April 2017
- England: London: London Coliseum: Premiere: 20. Juni 2017, Derniere: 22. August 2017
- Kanada: Toronto: Premiere: 14. Oktober 2017, Derniere: 7. Januar 2018
- England: London: Dominion Theatre: Premiere: 19. April 2018, Derniere: 5. Januar 2019
- Kanada: Toronto: Premiere: 16. Oktober 2018, Derniere: 3. November 2018
- Deutschland: Oberhausen: Metronom Theater: Premiere: 8. November 2018, Derniere: 19. September 2019

## Besetzung
| Bat Out of Hell | Premierenbesetzung Uraufführung Manchester (2017) | Premierenbesetzung London (2017) | Premierenbesetzung Toronto (2017) | Premierenbesetzung London (2018) | Premierenbesetzung Toronto (2018) | Premierenbesetzung Oberhausen (2018) |
| --------------- | ------------------------------------------------- | -------------------------------- | --------------------------------- | -------------------------------- | --------------------------------- | ------------------------------------ |
| Strat           | Andrew Polec                                      | Andrew Polec                     | Andrew Polec                      | Andrew Polec                     | Andrew Polec                      | Robin Reitsma                        |
| Raven           | Christina Bennington                              | Christina Bennington             | Christina Bennington              | Christina Bennington             | Emily Schultheis                  | Sarah Kornfeld                       |
| Falco           | Rob Fowler                                        | Rob Fowler                       | Rob Fowler                        | Rob Fowler                       | Bradley Dean                      | Alex Melcher                         |
| Sloane          | Sharon Sexton                                     | Sharon Sexton                    | Sharon Sexton                     | Sharon Sexton                    | Lulu Lloyd                        | Willemijn Verkaik                    |
| Tink            | Aran MacRae                                       | Aran MacRae                      | Aran MacRae                       | Alex Thomas-Smith                | Avionce Hoyles                    | Tom van der Ven                      |
| Zahara          | Danielle Steers                                   | Danielle Steers                  | Danielle Steers                   | Danielle Steers                  | Harper Miles                      | Aisata Blackman                      |
| Jagwire         | Dom Hartley-Harris                                | Dom Hartley-Harris               | Billy Lewis Jr                    | Wayne Robinson                   | Tyrick Wiltez Jones               | Benét Monteiro                       |
| Ledoux          | Giovanni Spanó                                    | Giovanni Spanó                   | Giovanni Spanó                    | Giovanni Spanó                   | Will Branner                      | Michael Moore                        |
| Blake           | Patrick Sullivan                                  | Patrick Sullivan                 | Patrick Sullivan                  | Patrick Sullivan                 |                                   | Lorenzo Di Girolamo                  |